# Anna Maria Janer Anglarill
Beata Anna Maria Janer Anglarill (Cervera, 18 de diciembre de 1800 - Talarn, 11 de enero de 1885), conocida como Madre Janer, fue una religiosa española, fundadora de la Congregación de Hermanas de la Sagrada Familia de Urgell. Fue proclamada venerable por la iglesia católica y fue beatificada en 2011.

## Biografía
Acabada la guerra, tuvo que exiliar a Francia. 
En Toulouse trabajó en el hospital de la Grave. 
Volvió a Cervera en 1844, pero por presiones gubernamentales dejó de ser superiora del hospital.
En 1849 se reformó la Casa de Misericordia y le fue encomendada la dirección de este establecimiento benéfico durante dos años. También estuvo al frente de la fundación de las congregaciones del Sagrado Corazón de Jesús y de la Asociación de las Hijas de María en 1856.
Ana Maria estaba convencida de la necesidad de crear escuelas cristianas para la promoción de la mujer y la familia. 
En 1857, el obispo Caixal le pidió que se hiciera cargo del hospital de la Seo de Urgel, donde fundó un instituto del que se hizo cargo, la Congregación de las Hermanas de la Sagrada Familia de Urgel. 
Pronto se difundiría por la zona, llegando a Canillo (Andorra) y otros lugares de Andorra. Con un sentido realista,[cita requerida] la madre Janer formaba a las novicias no solo en la espiritualidad, sino en ciencias y artes, clave de una buena enseñanza. 
La revolución de 1868 detendrá la expansión de la congregación y fueron expulsadas del hospital
En noviembre de 1874 volvieron a la Seo para atender el hospital de la ciudad. 
En 1880 fue elegida superiora general, hasta que en 1883 quedó libre de todo cargo y se instaló en su casa de Talarn, donde continuó el trato con las novicias y las alumnas. Allí murió el 11 de enero de 1885.

## Culto
Los restos de Janer descansan en el convento de la Sagrada Familia de Urgel en la Seo de Urgel desde 1961. Proclamada venerable, fue beatificada en 2011 por Benedicto XVI, por el milagro que se la atribuía, la recuperación de Ana Padrós i Sellés que padecía una enfermedad incurable que la obligaba a ir en silla de ruedas.